# Progress
Pour l’article homonyme, voir Progress (homonymie).
Progress  (en russe : « Прогресс », signifiant « progrès ») est un vaisseau cargo développé pour ravitailler la station spatiale Saliout 6  dans le cadre du programme spatial soviétique et qui a été par la suite successivement utilisé pour ravitailler les équipages séjournant à bord des  stations spatiales Saliout 7, Mir et  de la Station spatiale internationale. Il effectue son premier vol en 1978 et c'est le premier vaisseau de ce type : il a permis le prolongement du séjour des équipages dans l'espace en apportant les consommables (vivres, eau, ergols, oxygène) et les pièces de rechange. En 2018 il est utilisé avec d'autres vaisseaux cargo pour ravitailler l'équipage permanent de la Station spatiale internationale. L'engin est toujours opérationnel ; à la date du 1er décembre 2022, 170 exemplaires se sont amarrés à l'ISS ou à Mir, à cela il faut ajouter vingt-cinq missions pour les stations soviétiques précédentes.   
Le vaisseau Progress est largement dérivé du vaisseau spatial Soyouz destiné au transport des équipages en orbite basse. Il est lancé par une fusée Soyouz décollant du cosmodrome de Baïkonour.  Il a une masse d'environ 7 tonnes pour une longueur de 7,9 mètres et  sa capacité d'emport est d'environ 2,5 tonnes.  Il peut transporter à la fois du fret pressurisé et des gaz, ergols et liquides mais n'est pas conçu pour ramener du fret sur Terre. Comme le vaisseau Soyouz, il est équipé d'un système d'amarrage automatique Kours. Plusieurs variantes du vaisseau Progress ont été développées au fil des décennies avec des capacités croissantes.

## Historique
Dès le début de l'ère spatiale est évoquée l'idée qu'une plateforme spatiale puisse être ravitaillée périodiquement par de petits vaisseaux. La transformation des vaisseaux Gemini puis Apollo est étudiée par la NASA mais ne connait pas de suite lorsque les américains décident de la réalisation de leur navette spatiale. Les soviétiques de leur côté mettent au point le  vaisseau spatial habité Soyouz à la fin des années 1960 en réalisant une série de vols sans équipage. Les ingénieurs soviétiques se rendent compte à l'époque qu'il serait facile et peu couteux de développer à partir de Soyouz un vaisseau sans équipage permettant de ravitailler la future station spatiale. En supprimant les composants du vaisseau Soyouz liés à la présence d'un équipage humain (tour de sauvetage, bouclier thermique, système de support de vie), on pouvait obtenir une capacité de transport significative. 
Le développement du vaisseau Progress est décidé au début des années 1970 et les premiers travaux débutent mi-1973. En février 1974, les spécifications du nouveau vaisseau sont figées. Le constructeur du vaisseau, qui est également celui du vaisseau Soyouz, TsKBM, désigne le nouveau vaisseau sous l'appellation 7K-TG (en russe : « 7К-ТГ », pour « 7Kораблей - Tранспортных Грузовыx », Korabley Transportnyy Gruzovoi, signifiant « vaisseau transporteur de fret no 7 ») et l'indice GRAU associé est 11F615A15.

## Caractéristiques techniques
La structure du vaisseau Progress est très proche de celle du vaisseau Soyouz : il comprend le module cargo (module orbital de Soyouz), rempli de fret pressurisé, le module réservoir (module de descente de Soyouz), contenant les différents réservoirs de liquides et de gaz, et le module de service, qui contient les servitudes (énergie...) et le système de propulsion.

### Le module cargo
Le module cargo  (« Progress GO », en russe : « Прогресс Грузовой Oтсек ») transporte le fret (nourriture, bouteilles d'eau ou d'oxygène, pièces détachées, expériences scientifiques) dans une enceinte pressurisée. Le fret est rangé dans des casiers ou solidement attaché aux cloisons. Le système d'amarrage sonde-cône et l'écoutille sont situés à l'avant de ce module. C'est la partie active (avec sonde) du système d'amarrage (type « SSWP-M 8000 ») qui est installée à bord de Progress,.

### Le module réservoir
Le module réservoir (« Progress OKD », en russe : « Прогресс Отсек Компонентов Дозаправки ») est le module de descente de la version Soyouz profondément modifié : il est débarrassé du bouclier thermique, qui permet habituellement le retour sur Terre de la capsule Soyouz, et sa structure est fortement allégée car il n'est pas pressurisé. Ces deux modifications permettent de faire tomber la masse à vide de 2 900 kg à 800 kg. Le module comporte 6 petits propulseurs, utilisant du peroxyde d'azote décomposé par un catalyseur, qui servent au contrôle d'attitude. Le module comprend des réservoirs d'eau, d'air et d'ergols. Ces différents fluides sont transférés dans la station spatiale via une tuyauterie qui passe à l'extérieur du module cargo, pour éviter toute contamination,.

### Le module de service
Le module de service (« Progress PAO », en russe : « Прогресс Приборно-Aгрегатный Oтсек ») est prolongé pour recevoir l'électronique qui, dans la version Soyouz, est installée dans le module de descente. Contrairement à ce qui passe pour le vaisseau Soyouz, il ne se sépare pas du module de descente, aussi il ne comporte pas le treillis de tubes qui relie les deux modules pour faciliter leur séparation. Le module, d'une masse de 2 654 kg, est équipé du système de propulsion intégré complet KTDU-80 (en), qui comprend le propulseur principal S5.80, produisant une poussée de 3,92 kN.

### Système d'amarrage

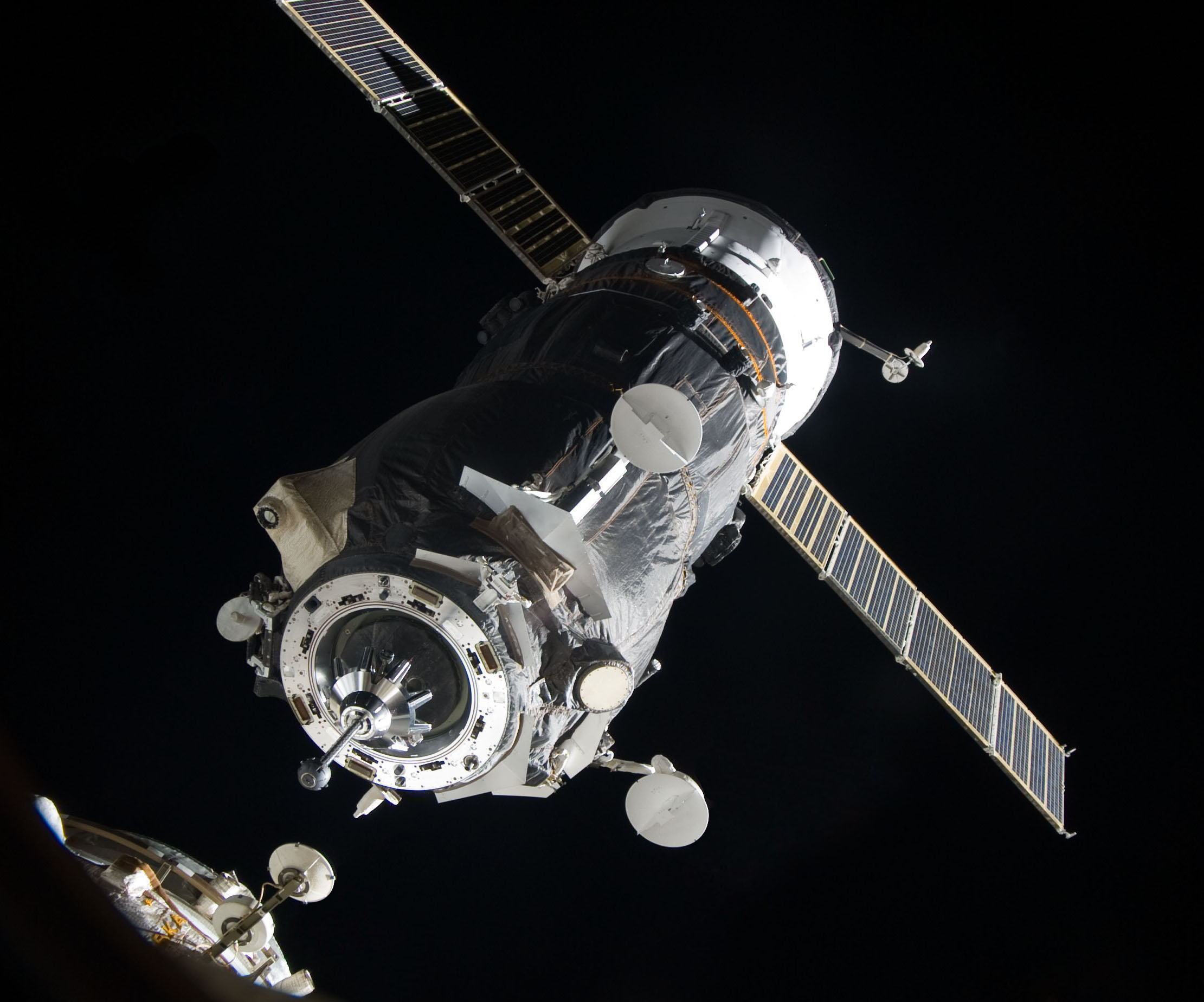
Immédiatement avant l'amarrage, la sonde est étendue.

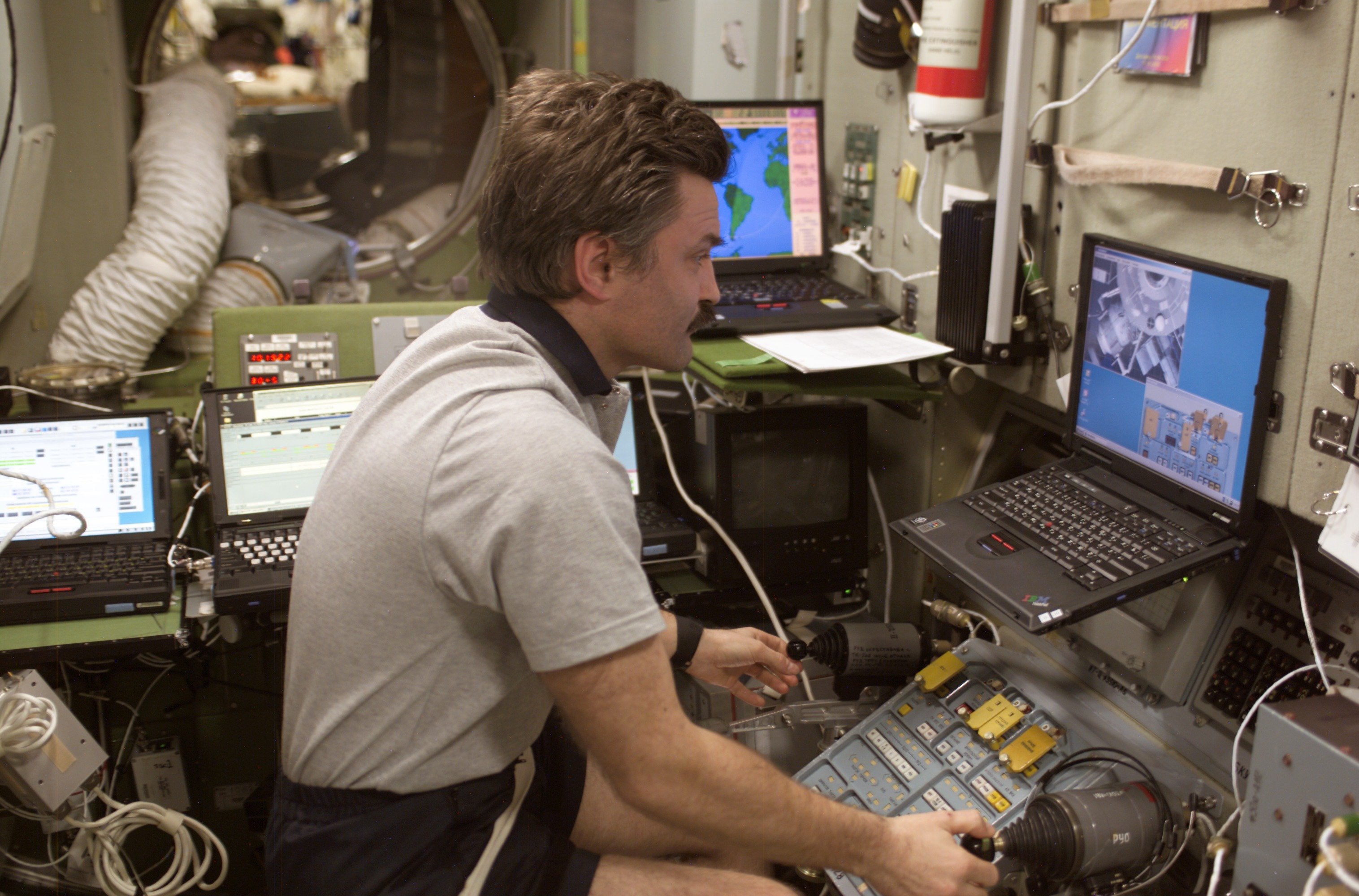
Le système d'amarrage de secours TORU mis en œuvre à l'intérieur de la station spatiale internationale.

Dès la première version, le vaisseau Progress est conçu pour s'amarrer automatiquement. La première génération utilise le système de rendez-vous automatique Igla qui est remplacé à partir de la version Progress M par le système Kours (en russe : « Курс »). Ces deux systèmes reposent sur l'émission d'ondes radio à bord du vaisseau abordeur (le Progress) qui sont réfléchis par des antennes installées à la périphérie de l'écoutille de la station spatiale. Les caractéristiques des ondes radio réfléchies permettent de déterminer la distance et le vecteur vitesse par rapport à la cible. Pour le ravitaillement de la Station spatiale internationale un système de secours, baptisé TORU, permet de remplacer le système Kours si celui-ci est défaillant. Installé à bord du module Zvezda il permet à un opérateur de guider le vaisseau cargo en utilisant l'image retransmise par une caméra installée près de l'écoutille du Progress ainsi que des données telles que la vitesse et la position. Après l'éclatement de l'Union soviétique le producteur du Kours se retrouve en Ukraine. Le prix du Kours ayant fortement augmenté le constructeur russe des Progress décide que l'amarrage se fera désormais manuellement, guidé par les cosmonautes à bord de la station Mir. Le premier Progress sans système Kours est le M-33. L'amarrage se passe mal et le vaisseau cargo manque percuter à grande vitesse la station spatiale. Une deuxième tentative avec le Progress M-34 tourne à la catastrophe : le vaisseau percute le module Spektr qui est tellement endommagé qu'il doit être par la suite abandonné. Tous les Progress suivants seront équipés du système Kours. La Russie développe une version russifiée.

### Retour sur Terre

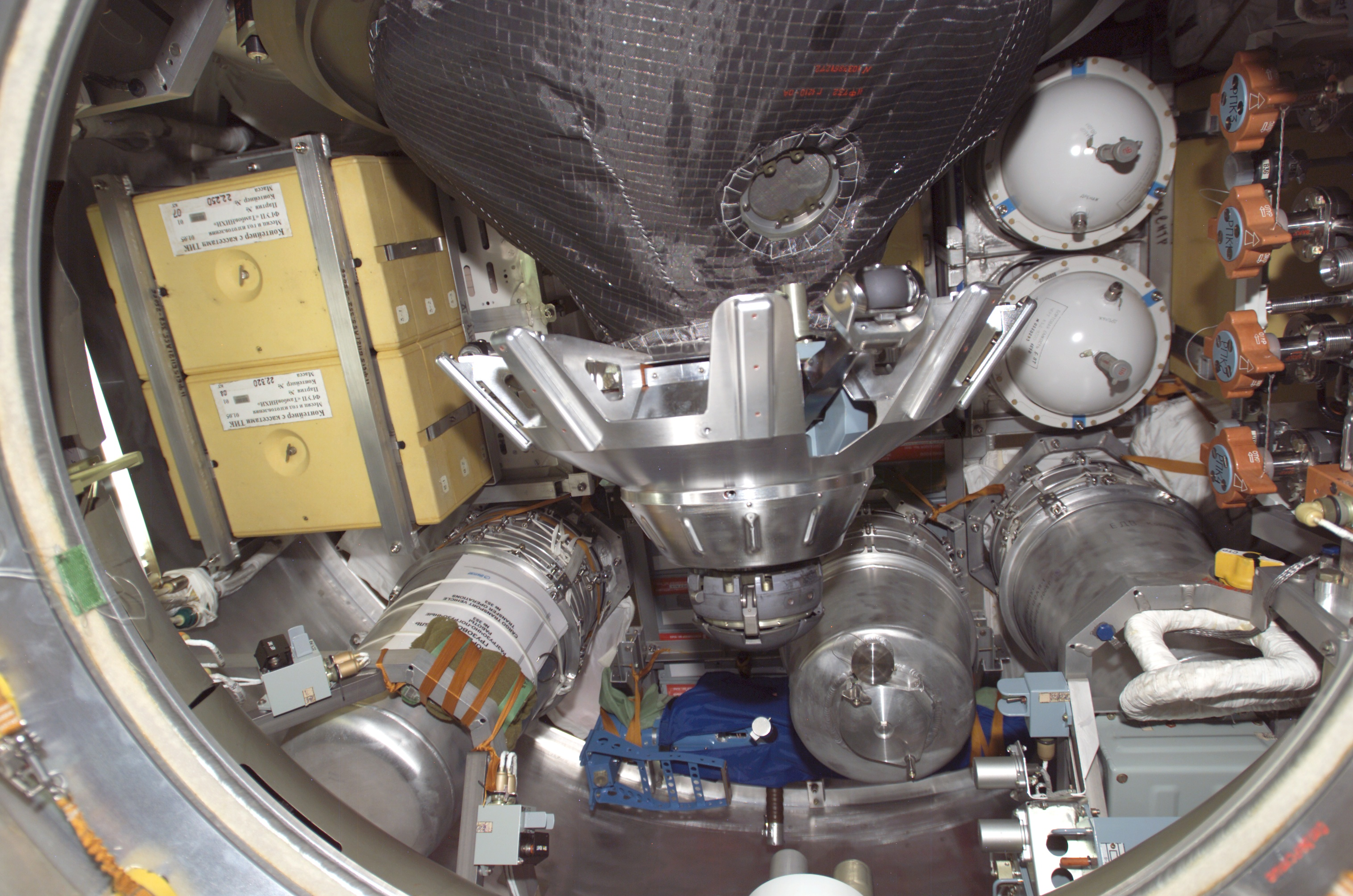
Vue du module pressurisé à travers l'écoutille.

Pour pouvoir transporter plus de fret, le vaisseau Progress ne dispose d'aucun module capable de redescendre sur Terre ce qui permet de supprimer le bouclier thermique massif. Une fois le transfert du ravitaillement dans la station effectué, l'équipage charge le vaisseau Progress de déchets, puis celui-ci manœuvre de manière à effectuer une rentrée atmosphérique au cours de laquelle il se désintègre. Toutefois, entre 1990 et 1993, les vaisseaux Progress ont été lancés à neuf reprises équipés avec une capsule VBK-Raduga : celle-ci permet de ramener jusqu'à 150 kg de fret à Terre. Le matériel à ramener à Terre est chargé dans la capsule lorsque le vaisseau Progress est amarré à la station spatiale. La capsule est éjectée au cours de la rentrée atmosphérique du vaisseau Progress et utilise un parachute pour effectuer un atterrissage en douceur. La capsule Raduga mesure environ 1,5 m de long, 60 cm de diamètre, et a une masse d'environ 350 kg à vide,.

## Les différentes versions du vaisseau Progress

### Progress 7K-TG (1978-1990)

Schéma d'un Progress 7K-TG.

La première version du cargo de ravitaillement automatique Progress, le Progress 7K-TG, aussi appelé simplement Progress (désignation 11F615A15), était destinée à ravitailler les stations orbitales soviétiques Saliout 6, Saliout 7 puis Mir. Son développement débuta en 1973 et le premier lancement, Progress 1, eut lieu le 20 janvier 1978 à bord d'une fusée Soyouz. Cette version était dérivée du vaisseau Soyouz 7K-T conçu pour le programme Saliout. Le module de descente contenant normalement les cosmonautes a été remplacé par un module nommé Otsek Komponentov Dozapravki, ou OKD, qui contenait le carburant utilisé pour ravitailler la station spatiale à laquelle il était amarré. Cette variante se caractérisait des autres par l'absence de panneaux solaires, le cargo étant alimenté en électricité par des batteries.
Cette première version du cargo Progress possédait une masse de 7 020 kg et pouvait transporter jusqu'à 2 300 kg, il mesurait le même diamètre que les vaisseaux Soyouz, soit 2,2 m, mais était plus long, 8 m. Le vol autonome depuis le sol jusqu'à la station durait trois jours. Les premiers Progress 7K-TG pouvait rester jusqu'à 30 jours amarrés et les derniers (à partir de Progress 38) pouvaient rester jusqu'à 75 jours. Au total, 43 Progress 7K-TG furent fabriqués et lancés.

### Progress M (1989-2009)

Schéma d'un Progress M.

La version améliorée Progress M (désignation 11F615A55) fut lancée pour la première en août 1989. Les 43 premiers vols de cette version était destinés à ravitailler la station Mir. À la suite de la désorbitation de cette dernière (désorbitation réalisée par le Progress M1-5), les vaisseaux Progress furent chargés de ravitailler la Station spatiale internationale. En janvier 2013, plus de 40 vols à destination de l'ISS furent accomplis.
Le Progress M est, pour résumer, une version modernisée du Progress dotée des caractéristiques des versions T et TM du vaisseau Soyouz. Ces changements ont notamment lieu au niveau du système propulsif et des dispositifs de télécommunication. Cette version est reconnaissable à ses deux panneaux solaires et est capable de passer jusqu'à 30 jours en vol autonome et est capable de transporter 100 kg de plus. Contrairement à la première version Progress, Progress M peut retourner du fret (150 kg) sur Terre en utilisant la capsule Raduga. Cette capsule fut employée à 10 reprises entre 1990 et 1994. Il utilise le système de rendez-vous et d'amarrage automatique Kours, le même que les vaisseaux Soyouz.

### Progress M1 (2000-2004)
Le Progress M1 (désignation 11F615A55) est une version modifiée du Progress M dans le but de transporter plus de carburant pour ravitailler la Station spatiale internationale au détriment d'autres ressources, comme l'eau. Un Progress M1 peut transporter 1 700 kg de carburant à comparer avec les 850 kg de carburant que peut transporter un Progress M. Cette variante effectua son premier vol, Progress M1-1, le 26 avril 2000 et son dernier vol, Progress M1-11, fut désorbité en juin 2004. Une seconde variante du Progress M1, désignée 11F615A70, dotée de contrôles de vols numériques et destinée à être lancée par une fusée Soyuz-2, a été conçue mais n'a pour l'instant effectué aucune mission.

### Progress M + M (2008-2015 )
La version M+M (aussi appelée M-M) a effectué son premier vol en 2008. Cette nouvelle variante du Progress M, dotée d'un ordinateur de vol numérique TsVM-101 et d'un système de télémétrie numérique MBITS a été lancée pour la première fois le 26 novembre 2008. Le principal changement porte sur l'électronique. L'Argon-16 utilisé sur les versions précédentes depuis 1974 est remplacé par un ordinateur dont le processeur est une version spatialisée du MIPS R3000 de la société IDT (en). Ce processeur, cadencé à 40 MHz, a été utilisé dans l'espace pour la première fois sur le satellite Clementine et est remplacé depuis plus années aux États-Unis par des puces plus rapides. Il est néanmoins des milliers de fois plus rapide que l'Argon-16 qui mettait 5 ms à faire une addition et 45 ms  pour réaliser une multiplication. Plusieurs autres systèmes électroniques passent avec cette version de l'analogique au numérique. Globalement, il en résulte une réduction de masse de 75 kg de l'électronique et une forte diminution de la consommation électrique qui permet de limiter à son tour la taille des batteries. La masse à vide résultante est de 150 kg inférieure à celle des vaisseaux cargo de la génération précédente.
Cette variante est désignée 11F615A60. Le premier vaisseau de cette variante est le Progress M-01M en novembre 2008. 29 vaisseaux de cette version sont lancés entre 2008 et 2015 avant d'être remplacés par la version MS. Deux de ces vaisseaux cargos échouent dont Progress M-12M victime d'une défaillance de son lanceur Soyouz U et Progress M-21M victime d'une explosion du dernier étage de son lanceur Soyuz-2-1a. Les améliorations apportées avec cette variante sont reprises pour la conception du véhicule spatial habité Soyouz TMA-M.

### Progress MS (2015-)
La version Progress MS effectue son premier vol en 2015. Les modifications apportées seront reprises sur le futur vaisseau cargo PTK NP en cours de développement avec le vaisseau Federatsia. Le vaisseau Progress MS-04 est victime d'une défaillance de son lanceur Soyouz-U en décembre 2016. Cette version se caractérise par une mise à niveau importante touchant principalement son avionique :  
- nouvelle version du  système de rendez-vous spatial automatique Kours qui doit améliorer la fiabilité et la sécurité du processus d'amarrage ;
- nouveau système de contrôle en vol qui pour la première fois utilise le système de positionnement par satellites russe GLONASS pour déterminer la position du vaisseau ;
- nouveau système de communication radio (EKTS) qui remplace l'émetteur Kvant-B et permet de contacter le contrôle au sol en passant par les trois satellites relais Loutch situés en orbite géostationnaire. Ce système permet les contacts avec la station de contrôle même lorsque les antennes réceptrices au sol ne sont pas visibles. Selon le constructeur, le taux de couverture atteint 83%. Toutefois les commandes envoyées par la station de contrôle et les télémesures transmises par le vaisseau continuent de transiter directement par les antennes au sol ;
- nouveau  système de télévision interne numérique remplaçant l'ancien système analogique Klest et permet les communications entre le vaisseau et la station spatiale en utilisant l'émetteur radio ;
- l'ancien système de contrôle de secours est remplacé par un système numérique BURK développé par RKK Energia ;
- le revêtement anti-météorites est renforcé ;
- nouvel éclairage utilisant des LED ;
- ne vaisseau Progress permet désormais de transporter 4 containers permettant de mettre en orbite des nano-satellites de type CubeSat. La capacité totale est de 24 satellites CubeSat au format 1U.

| Caractéristique                                     | Progress                               | Progress M     | Progress M1    | Progress M-M Progress MS     |
| --------------------------------------------------- | -------------------------------------- | -------------- | -------------- | ---------------------------- |
| Période d'utilisation                               | 1978-1990                              | 1989-2009      | 2000-2004      | M + M : 2008-2015 MS : 2015- |
| Longueur                                            | 7,48 m                                 | 7,23 m         | 7,40 m         | 7,20 m                       |
| Masse au lancement                                  | 7 020 kg                               | 7 450 kg       | 7 150 kg       | 7 150 kg                     |
| Fret                                                | 2 315 kg                               | 2 350 kg       | 2 230-2 500 kg | 2 260-2 677 kg               |
| dont fret pressurisé                                | 1 340 kg                               | < 1 800 kg     | < 1 800 kg     | < 1 320 kg                   |
| Eau                                                 | -                                      | < 420 kg       | -              | 420 kg                       |
| Air                                                 | -                                      | < 50 kg        | < 40 kg        | < 50 kg                      |
| ravitaillement en ergols                            | 975 kg                                 | 850 kg         | 1 700-1 950 kg | 80 kg                        |
| ergols utilisé pour rehaussement de l'orbite        | -                                      | 250 kg         | 185–250 kg     | > 250 kg                     |
| capacité emport déchets                             | -                                      | 1 400–2 000 kg | 1 000–1 600 kg | < 2 000 kg                   |
| Nombre vols vers la Station spatiale internationale | 0                                      | 23             | 9              | M-M : 29 MS : 8 (avril 2018) |
| Nombre vols Saliout / Mir                           | Saliout 6 : 12 Saliout 7 : 13 Mir : 18 | Mir : 44       | Mir : 2        | 0                            |

## Proposition d'un successeur: le vaisseau cargo TGK PG
À la demande de l'agence spatiale russe Roscosmos, RKK Energia a fourni fin 2016 une première étude de conception du remplaçant du vaisseau cargo, baptisé TGK PG (en), qui ne devrait pas voler avant 2020. Le vaisseau, placé en orbite par une fusée Soyouz 2.1 B pourra emporter 3 400 kg soit 900 kg de plus qu’un vaisseau Progress-MS. En 2018, la construction de cargo n'est pas acté.

## Le Progress et les autres vaisseaux cargo
De nouveaux vaisseaux cargo ont été développés : le vaisseau cargo automatique (ATV) européen lancé pour la première fois en 2008 et pour la dernière fois en 2014 après avoir effectué 5 vols, ainsi que l'H-II Transfer Vehicle (HTV) japonais qui a effectué son vol inaugural en 2009. Ces vaisseaux ont des capacités nettement supérieures au Progress mais sont beaucoup plus coûteux. De nouveaux vaisseaux américains d'une capacité également supérieure à celle du Progress sont également apparus entre 2010 et 2013. Ces vaisseaux ont remplacé la navette spatiale américaine qui n'assure plus le ravitaillement de la station spatiale depuis 2011 et le vaisseau cargo automatique (ATV) européen qui ne l'assure plus depuis 2014. Les vaisseaux Progress continuent par ailleurs à assurer le transport du ravitaillement de la partie russe de la station.
| Vaisseau           | Fret total      | Fret pressurisé (m3)          | Eau, oxygène et carburant                                    | Fret non pressurisé | Retour à terre | Ergols pour rehaussement ISS | Type écoutille | Lancements prévus ou réalisés                    | Coût (cargo + lanceur)   |
| ------------------ | --------------- | ----------------------------- | ------------------------------------------------------------ | ------------------- | -------------- | ---------------------------- | -------------- | ------------------------------------------------ | ------------------------ |
| En activité        |                 |                               |                                                              |                     |                |                              |                |                                                  |                          |
| Progress           | 2,2 t à 2,3 t   | 1,8 t (7,6 m3)                | -300 L d'eau -47 kg d'air ou d'oxygène -870 kg de carburant  | non                 | non            | 250 kg                       | Russe          | 4 par an                                         | 25 M€ + 25 M€ = 50 M€    |
| Cygnus             | 3,2 t à 3,5 t   | 3,2 t à 3,5 t (27 m3)         |                                                              | non                 | non            | non                          | CBM            | 10 lancements (de 2013 à 2019)                   | 190 M$                   |
| Dragon 2           | 6 t (théorique) | 3,3 t (11 m3)                 |                                                              | 3,3 t (14 m3)       | oui            | non                          | NDS            | 20 lancements (2 à 3 par an)                     | 133 M$                   |
| Retirés du service |                 |                               |                                                              |                     |                |                              |                |                                                  |                          |
| Navette spatiale   | 16,4 t          | 9,4 t (31 m3) 16 × racks ISPR |                                                              | 16 tonnes (300 m3)  | oui            | non                          | APAS & CBM     | 4 à 6 vols par an Retiré en 2011                 | 1,2 Md$                  |
| ATV                | 7,7 t           | 5,5 t (46,5 m3)               | -840 L d'eau -100 kg d'air ou d'oxygène -860 kg de carburant | non                 | non            | 4 700 kg                     | Russe          | 5 lancements (1 tous les 18 mois) Retiré en 2014 | 150 M€ + 180 M€ = 330 M€ |
| HTV                | 6,2 t           | 5,2 t (14 m3) 8 × racks ISPR  | -300 L d'eau                                                 | 1,9 t (16 m3)       | non            | non                          | CBM            | 9 lancements Retiré en 2020                      | 92 M€ + 90 M€ = 182 M€   |
| SpaceX Dragon      | 6 t (théorique) | 3,3 t (11 m3)                 |                                                              | 3,3 t (14 m3)       | oui            | non                          | CBM            | 20 lancements (3 à 4 par an) Retiré en 2020      | 133 M$                   |

## Galerie

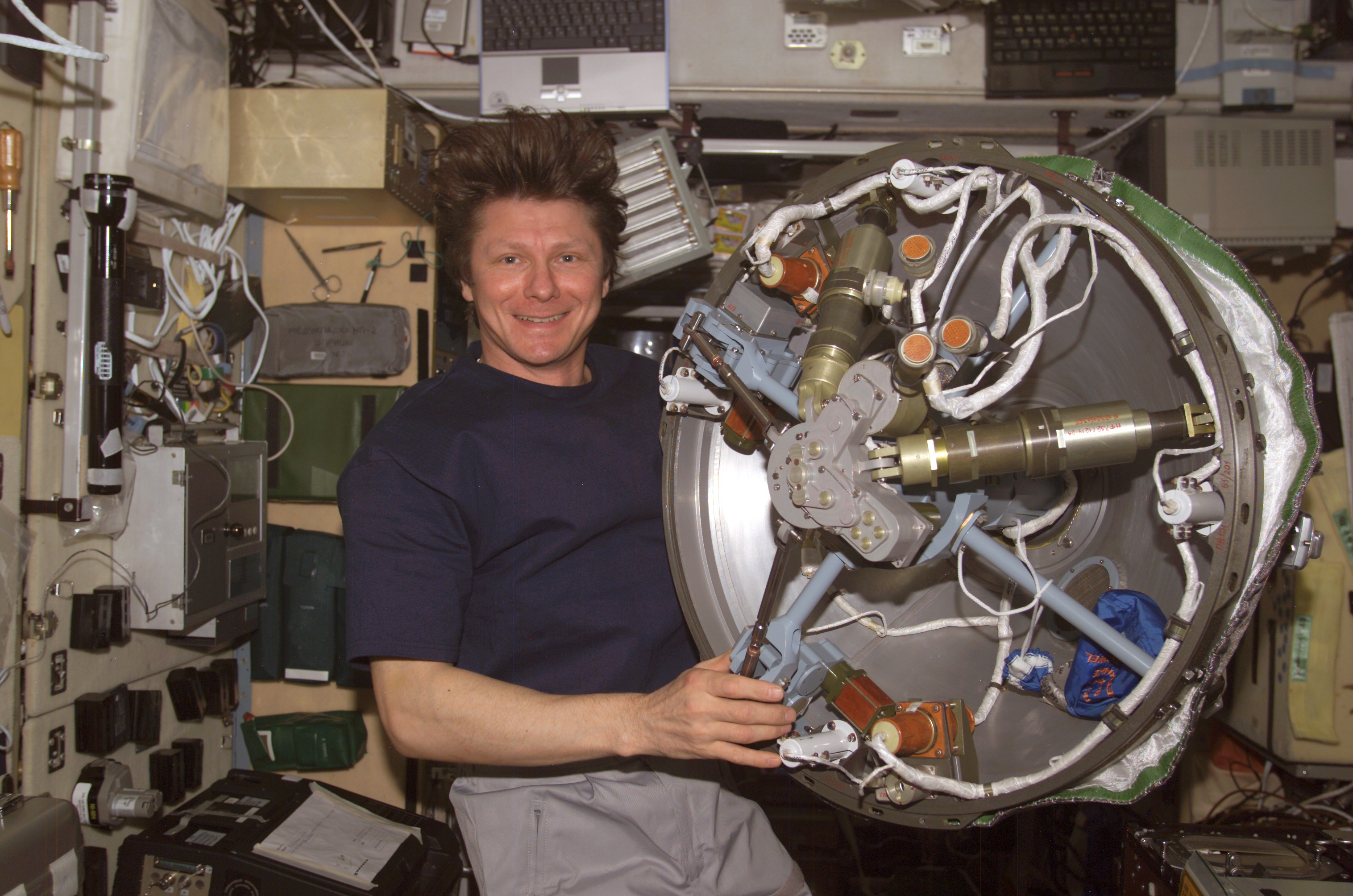
Partie interne du système d'amarrage.
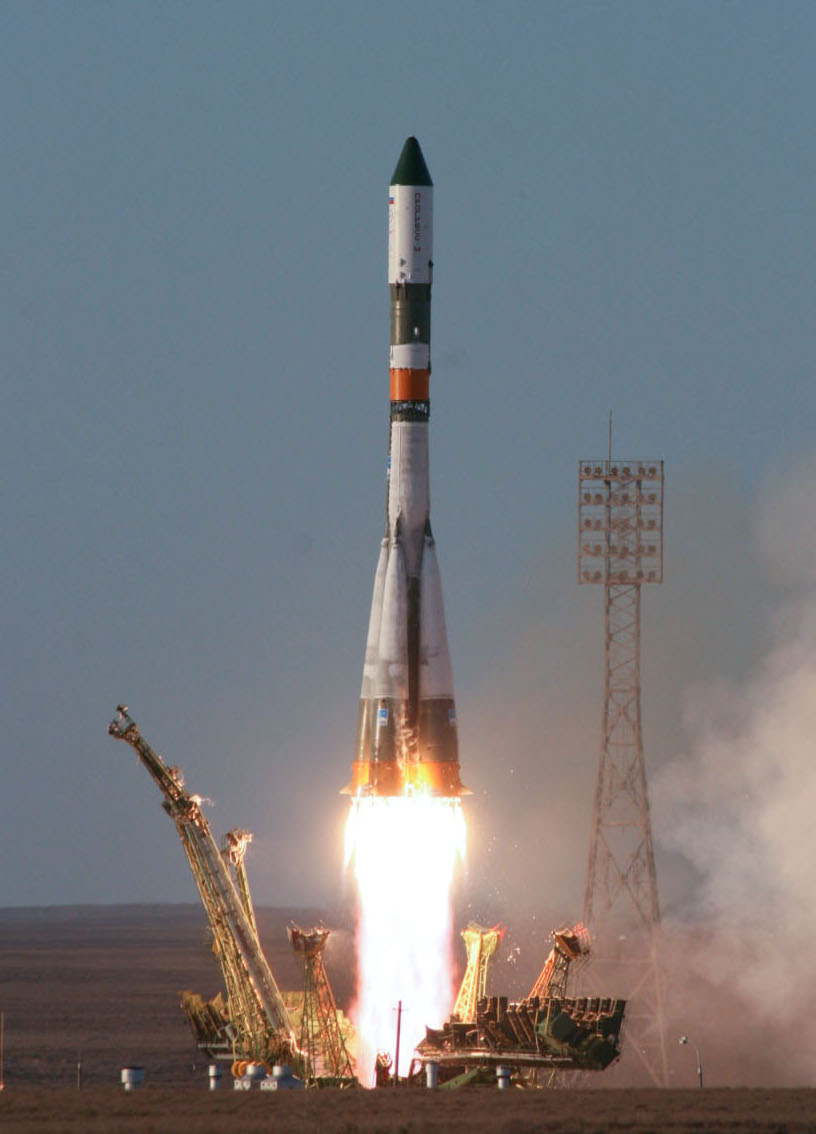
Lancement d'un vaisseau Progress par une fusée Soyouz.
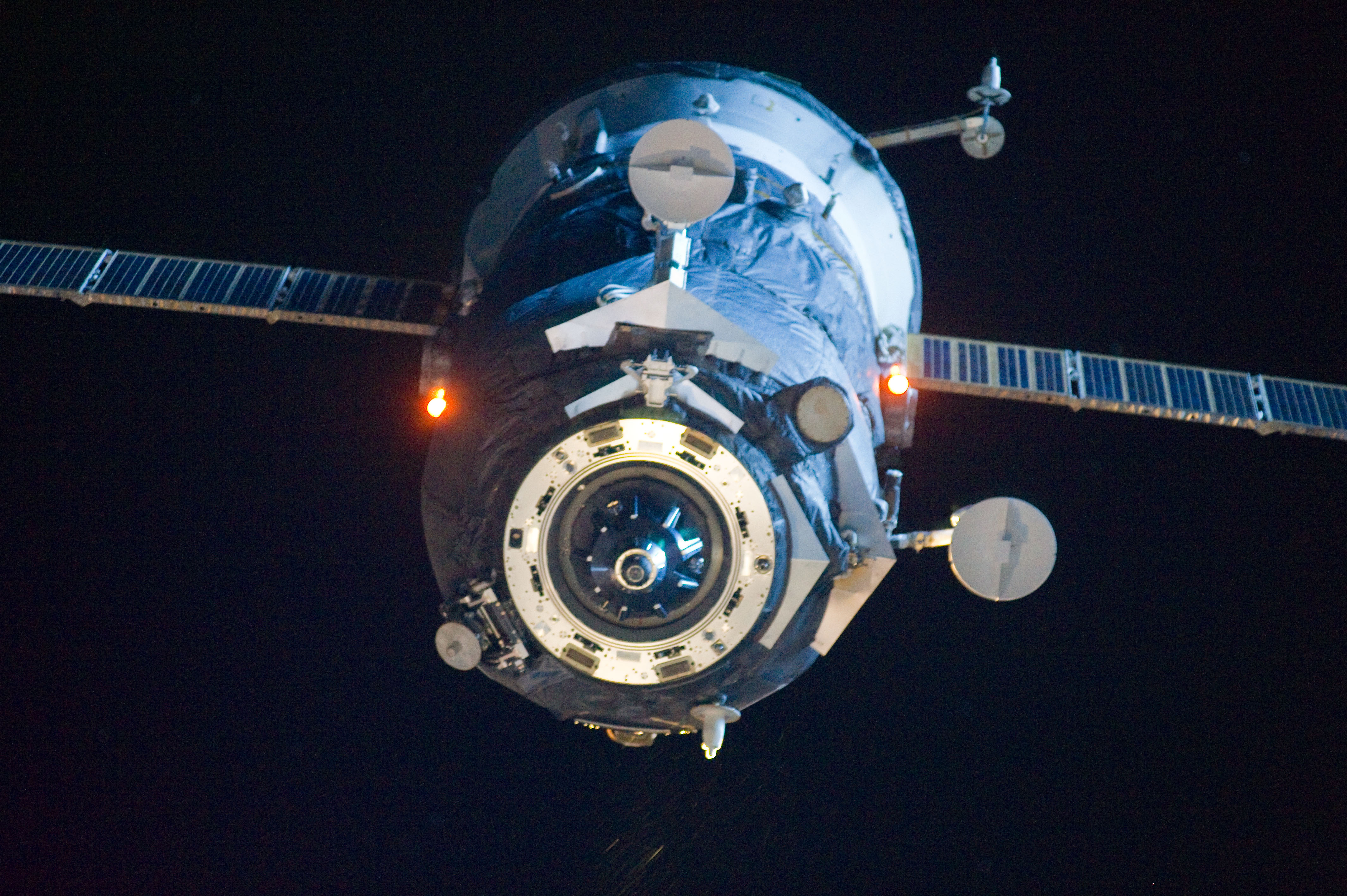
Un Progress quitte l'ISS en 2010.

### Sources et bibliographie
- (en) Rex D. Hall et David J. Shayler, Soyuz A universal Spacecraft, London ; New York, Springer Praxis, coll. « astronomy and space sciences », 2003, 459 p. (ISBN 978-1-852-33657-8 et 1-852-33657-9, OCLC 50948699, présentation en ligne).